# Sema Kaygusuz
Œuvres principales
Q120336728
Sema Kaygusuz est une femme de lettres turque, née à Samsun le 19 août 1972 .

## Biographie
Elle est la fille d’un officier descendant d’une famille alévie du Dersim. Elle en fait le sujet de son livre Ce lieu sur ton visage.
Elle défend l’idée que la littérature dépasse la langue, la nationalité, la religion et que « La littérature ne peut rester vivante que si elle est authentique et sans entraves ».

## Œuvres traduites en français
- La Chute des prières, [« Yere Düşen Dualar »], trad. de Noémi Cingöz, Arles, France, Actes Sud, coll. « Lettres turques », 2009, 396 p.  (ISBN 978-2-7427-8112-6)[3]

- prix Balkanika 2008
- prix France-Turquie 2010
- Ce lieu sur ton visage, [«  Yüzünde Bir Yer »], trad. de Catherine Erikan, Arles, France, Actes Sud, coll. « Lettres turques », 2013, 237 p.  (ISBN 978-2-330-01854-2)[1],[4]
- L’Éclat de rire du barbare, [« Barbarın Kahkahası »], trad. de Catherine Erikan, Arles, France, Actes Sud, coll. « Lettres turques », 2017, 240 p.  (ISBN 978-2-330-07835-5)

## Scénario de film
- La Boite de pandore, de Yesim Ustaoglu, 2008

## Sur quelques ouvrages

### Ce lieu sur ton visage(2013)
Le cadre de ce récit est la Turquie d'aujourd'hui, Istanbul, Samsun, la province de Dêrsim. Le personnage principal se souvient de sa grand-mère Bese, qui avait décidé de continuer sa vie en cohabitant avec un figuier (Zevraki). Parce que le figuier est, dans toutes les mythologies qui hantent les populations de la Turquie depuis cinq mille ans, un être , uneâme. La grand-mère n'a jamais osé parler de ses origines douloureuses, du Massacre de Dersim (1938), entre autres d'alévis et de zazas. 
La narratrice et photographe s'y est rendue une dizaine de jours : l'année de tes vingt-cinq ans, te rendant dans un village de Dersim pour enregistrer au cadastre un champ de noyers dont tu avais hérité, tu t'étais retrouvée, au lieu du village de légende auquel tu t'attendais et que décrivait ta grand-mère avec une verve inépuisable, dans un lieu coupé du monde où rien ne bougeait, hormis la fumée noire qui s'élevait de ses cheminées (p. 108). Reçue par une famille différente chaque jour, elle a l'obligation de ne pas sortir la nuit, et de ne pas poser de questions dont elle ne pourrait comprendre les réponses : c'est le mois d'Hizir (Hızır, Al-Khidr), la nuit de l'évocation d'Hizir, le jeûne d'Hizir, le personnage immortel de l'Orient...
Et s'enchaînent les histoires, celles racontées par la grand-mère, parce que dire les légendes occulte les traumatismes peut-être (ceux des suicides collectifs de l'ancienne Xanthos, comme les massacres hamidiens). Celle de Melchisédech, roi de Salem, celui qui a rencontré Abraham, et qui a fini par rencontrer Eliha, celle qui vivait dans une maisonnette près d'un figuier et d'un puits géant. Celle de leur fils Hizir, frère de lait de Zülkarneyn, enfant de l'astronome et de son épouse qui ne pouvait avoir d'enfant, héros fatigué de sa propre légende. Celle de Balkîs et de Salomon (et de Zekvan). Celle de Celal. Celle de Kothar, dans le Cycle de Baal en Ougarit. Celle du Petit Bouddha du Népal. Celle du sang de Ceysûr. Celle du berger Munzur (devenu la rivière Munzur. Celle de l'oiseau Pepuk.
Des silences, comme celui de Frik Dede, au saz, sur les bords de la Munzur, aux brasiers, musiques et danses de la Fête de printemps de Hıdırellez (Hidrellez), où réapparaît un nouveau Hizir...